# Rodrigo Lacerda
Rodrigo Lacerda (Rio de Janeiro, 1969) é um escritor, editor, tradutor e historiador brasileiro. Algumas de suas obras receberam os prêmios Jabuti, da Academia Brasileira de Letras, da Associação Paulista de Críticos de Arte, da Biblioteca Nacional e da FNLIJ.

## Biografia
Rodrigo Lacerda nasceu em 1969, no Rio de Janeiro. Escritor, tradutor e editor. Trabalhou em algumas das mais importantes editoras do Brasil, como a Nova Fronteira, a Editora da Universidade de São Paulo, a Cosac Naify e a Zahar. Atualmente é editor-executivo na Record. Formou-se Historiador pela USP em 1994. É doutor pela Universidade de São Paulo em Teoria Literária e Literatura Comparada, com a tese João Antônio: uma biografia literária. Mora em São Paulo.
| “                 | Conheci a cozinha editorial e vi como é que os livros chegavam da mão desses grandes gênios, vi o trabalho dos editores em cima do texto original, e percebi que havia margem para o ser humano comum melhorar aquele negócio. | ” |
| — Rodrigo Lacerda | |   |

## Obras publicadas

### Ficções Literárias
- 1995 - O Mistério do Leão Rampante (novela). Apresentação de João Ubaldo Ribeiro. Prêmio Jabuti e Certas Palavras de 1996[1][4]
- 1996 - A Dinâmica das Larvas: Comédia Trágico-Farsesca (novela)[1]
- 1998 - Fábulas para o Ano 2000 (literatura infantil), com Gustavo Martins
- 1999 - Tripé (contos)
- 2004 - Vista do Rio (romance). Apresentação de Moacyr Scliar. Finalista dos prêmios Zaffari & Bourbon, Portugal Telecom e Jabuti.[12]
- 2005-2006 - A fantástica arte de conviver com animais (poemas, edição do autor)
- 2008 - O fazedor de velhos (romance juvenil). Prêmio Glória Pondé (Biblioteca Nacional), Jabuti e Prêmio da Fundação Nacional do Livro Infanto Juvenil. Finalista do Prix Chronos (França)
- 2009 - Outra vida (romance). Prêmio da Academia Brasileira de Letras de Melhor Romance[13] e Portugal Telecom (2° lugar)[1][4][14]
- 2013 - A república das abelhas (romance histórico). Finalista dos prêmios Portugal Telecom e São Paulo de Literatura[15]
- 2015 - Hamlet ou Amleto? Shakespeare para jovens (romance/guia de leitura). Prêmio Jabuti de Melhor Adaptação
- 2016 - Todo dia é dia de apocalipse (romance juvenil). Finalista do prêmio da Associação Paulista de Críticos de Arte
- 2018 - Reserva natural (contos). Prêmio da Associação Paulista de Críticos de Arte. Finalista dos prêmios Jabuti e Rio de Janeiro de Literatura[4]
- 2020 - O fazedor de velhos 5.0 (romance juvenil)[1][4]

### Não-ficção (seleção)
- 2007 - 110 anos da Academia Brasileira de Letras (ABL)

- 2005 - João Antônio: uma biografia literária (Tese de doutorado, USP)

- 2005 - “Enfrento. Logo, existo: uma leitura de Sargento Getúlio” (In Obra Seleta de João Ubaldo Ribeiro. RJ, Nova Aguilar)

- 2014 - “673 páginas, seis quilos e duzentas gramas” (In Viva o povo brasileiro – Edição Comemorativa. RJ, Alfaguara)

- 1997 - “Sobrevoando Canudos” (In Canudos: palavra de Deus, sonho da terra. SP, Boitempo/Senac)

- 2010 - “Alguma coisa lá no fundo” (In 68 contos de Raymond Carver. SP, Cia. das Letras)

- 2012 - “Ele está de volta” (In João Antônio: Contos Reunidos. SP, CosacNaify)

- 2021 - “5 temas shakespearianos” (In O que se precisa saber sobre Shakespeare antes que o mundo acabe. RJ, Nova Fronteira)

### No exterior
- 2014 - Otra Vida (Tradução de Outra Vida). Madrid
- 2013 - Participou da antologia de contos: Rio de Janeiro - Eine literarische Einladung. Berlim
- 2012 - Otra Vida (Tradução de Outra Vida). Montevideo
- 2012 - L'Homme qui faisait viellir (Tradução de O Fazedor de Velhos). Genebra
- 2012 - El Fabricante de Edades. (Tradução de O Fazedor de Velhos). Cidade do México
- 2011 - Outra Vida (Tradução de Outra Vida). Lisboa
- 2005 - Participou da antologia de contos: Di algo para romper este silencio. Cidade do México
- 1999 - William & Mary (Tradução de O Mistério do Leão Rampante). Itália

### Traduções (seleção)
- 2023 - Rei Lear, de William Shakespeare. SP, Editora 34
- 2019 - Canção de Natal, de Charles Dickens. SP, Penguin
- 2010 - Os três mosqueteiros, de Alexandre Dumas. RJ, Zahar. Parceria com André Telles. Prêmio Jabuti de Melhor Tradução
- 2009 - Palmeiras selvagens, de William Faulkner. SP, Cosac Naify. Parceria com Newton Goldman
- 2008 - O conde de Monte Cristo, de Alexandre Dumas. RJ, Zahar. Parceria com André Telles. Prêmio Jabuti de Melhor Tradução de Língua Francesa
- 2006 - Os desencantados, de Bud Schulberg (com Alípio Correia de Franca Neto e Alexandre Barbosa). SP, Cosac Naify
- 1994 - A nuvem da morte, de Arthur Conan Doyle. SP, Nova Alexandria
- 1992 - O médico e o monstro, de Robert Louis Stevenson. RJ, Editora Nova Fronteira
- 1994 - Mundo perdido, de Arthur Conan Doyle. SP, Nova Alexandria

### Projetos editoriais
- 2019 - Ecos do mundo, de Eça de Queiroz. SP, Carambaia

- 2015 - Obra Completa de Machado de Assis (quatro vols.) RJ, Nova Aguilar. Função: supervisor editorial[16]
- 2018 - Como as democracias morrem, de Steven Levitsky e Daniel Ziblatt. RJ, Zahar. Função: prospecção, seleção e indicação editorial

- 2014 - Autobiografia de Martin Luther King, com Clayborne Carson. RJ, Zahar. Função: prospecção, seleção e indicação editorial

- 2018 - Nelson Mandella: os anos da presidência, de Mandla Langa. RJ, Zahar. Função: prospecção, seleção e indicacão editorial

- 2017 - Fortier Photographe: de Conakry à Tombouctou, de Daniela Moreau. Milão, Éditions Cinq Continents. Função: concepção editorial e editor
- 2018 - Imagens do Daomé: Edmond Fortier e o colonialismo francês na terra dos vodus, de Daniela Moreau e Luis Nicolau Parés. SP, Martins Fontes. Função: concepção editorial e editor
- 2009 - Revista Serrote. SP, Instituto Moreira Salles. Função: editor-executivo
- 2006 - Obra Completa de José Bonifácio (site). Função: editor
- 2009 - Coleção Clássicos Zahar. Desde 2009, mais de 30 títulos publicados e mais de um milhão de exemplares vendidos Função: diretor de coleção.
- 2001 - O Conhecimento Secreto - Redescobrindo as técnicas perdidas dos grandes mestres, de David Hockney. SP, Cosac Naify.
- 2001 - The Beatles: Antologia. SP, Cosac Naify.

## Prêmios
- 1996 - Prêmio Jabuti de Melhor Romance, com O Mistério do Leão Rampante[4][17]
- 2009 - Prêmio Biblioteca Nacional de Melhor romance Juvenil, com O fazedor de velhos[4][17]
- 2009 - Prêmio Jabuti de Melhor romance Juvenil, com O fazedor de velhos[4][17]
- 2010 - Prêmio da Academia Brasileira de Letras de Melhor Romance, com Outra vida[4]
- 2019 - Prêmio da Associação Paulista de Críticos de Arte, com Reserva natural[4]
- 2021 - Prêmio FNLIJ de Melhor romance Juvenil, com O fazedor de velhos[4]